# Halococcus
Halococcus es un género de Halobacteriaceae, lo que significa que requieren altos niveles de sal, a veces tan altos como 32% de NaCl, para un crecimiento óptimo. Los halófilos se encuentran principalmente en cuerpos de agua interiores con alta salinidad, donde sus pigmentos (de una proteína llamada rodopsinaproteína) tiñen los colores brillantes del sedimento. La proteína de la rodopsina y otras proteínas sirven para proteger a Halococcus de las salinidades extremas de sus entornos. Debido a que pueden funcionar en condiciones de alta salinidad, Halococcus y organismos halofílicos similares se han utilizado en la industria alimentaria e incluso en productos para el cuidado de la piel. Las proteínas pigmentadas en algunas especies causan el tinte rojizo que se encuentra en algunas áreas del Mar Muerto y el Gran Lago Salado, especialmente al final de la temporada de crecimiento. Cuando están bajo cultivo, los organismos crecen mejor en condiciones de alta salinidad.

## Estructura y metabolismo
El genoma de Halococcus no ha sido secuenciado todavía. Debido a la longevidad potencial de los organismos, Halococcus puede ser un buen candidato para explorar similitudes taxonómicas con la vida que se encuentra en el espacio exterior.
Las especies de Halococcus son capaces de sobrevivir en hábitats de alta salinidad debido a las bombas de cloro que mantienen el equilibrio osmótico con la salinidad de su hábitat, y así previenen la deshidratación del citoplasma.
Las células son cocos, 0.6-1.5 micras de largo con paredes de polisacáridos sulfatados. Las células usan aminoácidos, ácidos orgánicos o carbohidratos como energía. En algunos casos, también pueden realizar fotosíntesis.